# Нефтепровод Гомель — Горки
Нефтепровод Гомель―Горки — магистральный нефтепровод в Белоруссии, соединяющий две ветки магистрального трубопровода «Дружба»: Унеча — Полоцк и Унеча — Мозырь — Адамово.

## История
29 апреля 2020 года президент Белоруссии Александр Лукашенко подписал «Распоряжение» о строительстве магистрального нефтепровода «Гомель — Горки» в 2020—2023 годах для диверсификации поставок нефти в республику. Заказчиком проектирования и строительства выбрана «Гомельтранснефть Дружба». «Беларусьнефть» была назначена головной подрядной организацией проекта. Этот нефтепровод должен был соединить завод «Нафтан» в Новополоцке с магистральным нефтепроводом «Дружба», который разветвлялся на южную часть, ведущую к Черному морю, в Одессу (Украина), и северную часть, ведущую в Польшу, к Балтийское море. Строительство моста «Гомель — Горки» позволило бы поставлять нефть в «Нафтан» по нефтепроводу «Дружба» из Черного и Балтийского морей в реверсе.

## Характеристики
Нефтепровод «Гомель — Горки» стал первым внутриреспубликанским трубопроводом в Белоруссии. Причиной строительства стало отсутствие поставок российской нефти уральской марки из Западной Сибири по нефтепроводам Унеча-Полоцк и Унеча-Мозырь. С января 2020 года поставки российской нефти на НПЗ Беларуси приостановлены в связи с отказом платить повышенную цену. 11 мая 2020 года заместитель начальника «Гомельтранснафта Дружба» Андрей Карабан сказал в одном из интервью:

«Новый трубопровод станет своеобразным мостом, соединяющим южную и северную нити нефтетранспортной системы. Это позволит самостоятельно перекачивать сырье между Новополоцким и Мозырским НПЗ. Кроме того, прошлой осенью в результате реорганизации АО „Полацктранснафта Дружба“ в качестве филиала оно вошло в состав АО „Гомельтранснафта Дружба“, что делает объединение двух трубопроводных систем еще более естественным»— 
Труба диаметром 530 мм позволяет прокачивать до 6 млн тонн нефти в год, что должно составить 30 % поставок из Балтийского моря через Польшу и из Черного моря через Украину. Также нефтепровод «Гомель — Горки» позволяет поставлять белорусскую нефть из Речицкого района (Гомельская область).
Протяженность маршрута ― 207 км. Нефтепровод проложен между реками Днепр и Сожа без водных преград в обход водоохранных зон. Расстояние трубопровода от населенных пунктов составляло не менее 150 метров. Трубопровод проложен с юга на север в 12 рядов. Маршрут начинался в Гомельском районе и проходил через Буда-Кашалевский, Чачерский и Кармянский районы Гомельской области, а затем Чериковский, Пропоевский и Кричанский районы Могилевской области. В Горатском районе его предполагалось подключить к действующему магистральному нефтепроводу «Унеча — Полоцк». Перепады высот на местности во время маршрута доходили до 100 метров. Также предусматривалось строительство нефтеперекачивающей станции и реконструкция двух действующих станций «Гомель» и «Горки». Стоимость строительства, включая заправку трубопровода технологической нефтью, составила около 300 млн рублей (122 млн долларов США) за счет собственных средств «Гомельтранснафта Дружба», без привлечения заемных и бюджетных средств.

## Строительство
10 июня 2020 года заместитель начальника управления капитального строительства и ремонта «Гомельтранснафта Дружба» Андрей Карабан сообщил: «Уже начаты проектные работы, ведутся геологические изыскания и геодезические работы, в том числе подготовка технических условий на пересечение с коммуникациями».
22 октября 2020 года «Нефтеспецбуд» выполнил первый сварочный шов на трубопроводе DN500 в районе Бабовичей, юго-западнее Гомеля. На строительной площадке использовалось орбитальное сварочное оборудование. На открытии здания заместитель Председателя Правительства Беларуси Юрий Назаров отметил: «Этот инвестиционный проект не такой уж и большой по стоимости, но он значим тем, что соединит 2 резервуарных парка для хранения нефти в Мозыре и Полоцке. Это позволит гарантировать безопасность и маневренность двух крупных нефтехранилищ. Мы их тоже модернизируем, увеличивая полезный объем нефтехранилищ. Необходимо обеспечить постоянную поставку сырья и бесперебойную работу двух белорусских НПЗ вне зависимости от различных факторов».
Большая часть проектных и строительно-монтажных работ выполнена предприятиями концерна «Белнефтехим». Проект предусматривал строительство 75 переходов через автомобильные и железные дороги, мелиоративные каналы и реки. Через лес предполагалось проложить нефтепровод протяженностью 85 км. При сварке стыка труб нефтепровода применялся робот.
23 ноября 2020 года «Беларус Нафта» приобрела два форвардера «Амкадар 2662» для погрузочно-разгрузочных работ на строительстве нефтепровода. Форвардеры были оборудованы платформами с дизель-генераторами, сменными кассетами для газовых баллонов и грузовыми крюками для подъема и опускания орбитального сварочного робота. 19 ноября 2021 года «Гомельтранснафта» сообщила, что в результате ускорения строительства нефтепровод «Гомель — Горки» должен быть введен в эксплуатацию на 6 месяцев раньше, в апреле 2022 года.
В августе 2022 года строительство нефтепровода Гомель-Горки было завершено.